# 白杨镇 (叶城县)
白杨镇，是中华人民共和国新疆维吾尔自治区喀什地区叶城县下辖的一个乡镇级行政单位。原为加依提勒克乡，2023年撤乡设镇，改名为白杨镇。行政区划代码改为653126106。 

## 行政区划
白杨镇下辖以下地区：
巴什通塔什村、通塔什村、欧克阿哈德艾日克村、贝勒克其村、尤喀克霍伊拉村、托万加依铁热克村、布吕买吾斯搪村、库木什墩村、哈拉斯坦村、托玛贝希村、托格拉克勒克村、尤喀克加依铁热克村、库木墩村、巴合希艾日克村、郎喀巴格村、兰帕墩村、兰干村、苏勒坦艾日克村、库木巴博依村、库兰其艾日克村、阿克美其特村、亚汗艾日克村、阿拉萨依干村和伊力阿瓦提园艺场。